# 馬丁·米列奇
馬丁·米列奇（1991年9月20日—）是一位斯洛文尼亞足球運動員。在場上的位置是後衛。現效力於斯洛文尼亞足球甲級聯賽球隊馬里博爾。他也代表斯洛文尼亞國家足球隊參賽。